# Giorgio Asproni (imprenditore)

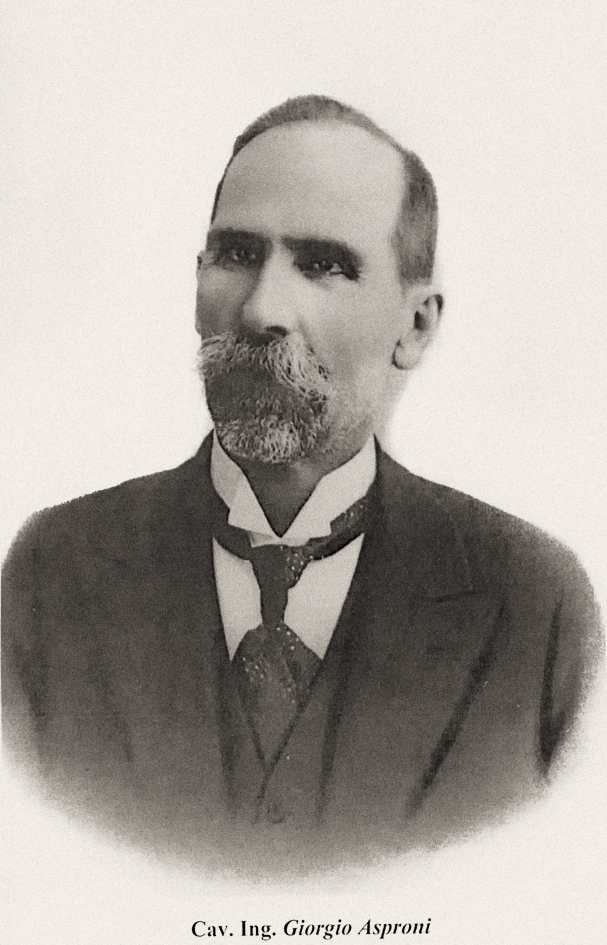
Giorgio Asproni, c.1896

Giorgio Asproni (Bitti, 3 novembre 1841 – Iglesias, 6 marzo 1936) è stato un imprenditore e ingegnere italiano, uno dei pionieri dell'industria mineraria in Sardegna, fondatore, dirigente e poi proprietario esclusivo della miniera di Seddas Moddizzis vicino a Iglesias; nel 1902 ebbe la nomina a Cavaliere del lavoro.

## Biografia
È nipote (figlio del fratello Giovanni) e omonimo del politico Giorgio Asproni (1808 – 1876), con cui è spesso erroneamente identificato, deputato prima nel Parlamento subalpino e poi in quello italiano, amico personale di Garibaldi e Mazzini. È, inoltre, genero di Carlo Domenico Mari, deputato del Regno d'Italia.
Dopo gli studi medi a Sassari, si laurea a Genova in Matematica (nel 1861) e a Torino in Ingegneria (nel 1863), specializzandosi in Mineralogia nel 1864, come ingénieur civil des mines, a St. Etienne in Francia. Nel 1866 si trasferisce in Inghilterra e in Belgio per completare la sua preparazione e anche negli anni successivi intraprenderà viaggi di aggiornamento nei paesi dell'Europa industriale. 
Nello stesso anno 1866 assume la Direzione della miniera di piombo argentifero di Montevecchio, nella Sardegna Sud-occidentale, che manterrà per un decennio. Quintino Sella visita la miniera nel 1869, come membro della prima Commissione parlamentare sui problemi della Sardegna, ed è accompagnato da Asproni, per il quale ha parole di elogio nella sua relazione ufficiale. 
Dagli anni Ottanta dell'Ottocento, Asproni è prima dirigente della miniera di Seddas Moddizzis (Iglesias), poi azionista e nell’ultimo decennio del secolo, proprietario esclusivo; nel 1896 la società Ing. Giorgio Asproni e Comp. risulta esercente anche delle miniere di Rosas (Narcao) e di Su Elzu (Ozieri).
Nel 1896 Asproni fonda a Iglesias l’Associazione mineraria sarda, che raggruppa industriali e dirigenti minerari attivi nell’isola, della quale assumerà la Presidenza per alcuni anni. Dal 1895 al 1912 è membro della giunta della Camera di commercio e arti di Cagliari, con la carica di vicepresidente nel biennio 1907-1908. 
Nel dopoguerra l’insediamento produttivo di Seddas Moddizzis è miniera e villaggio, azienda agricola e polo di sviluppo industriale ma risente delle tendenze depressive del settore nei primi decenni del nuovo secolo: la fine della guerra aggrava ulteriormente la crisi delle miniere sarde e segna il tramonto di quell'industria mineraria della Sardegna che aveva avuto in Asproni uno dei suoi pionieri. L'ingegnere-imprenditore, portatore di una concezione paternalistica dei rapporti con i minatori, gestisce personalmente la vertenza con i lavoratori nei giorni delle proteste dell'autunno del 1919. Durante il “biennio rosso” Asproni prende posizione, come decano degli industriali minerari, contro gli scioperi e i sabotaggi degli impianti rivendicando ancora la forza modernizzatrice dell’attività mineraria per la società e l’economia dell’isola: «Nessuna industria […] si svolge secondo il ritmo speciale che regola i rapporti tra industriali e lavoratori nelle miniere di Sardegna. L’isolamento di quasi tutte le miniere in mezzo a lande deserte o tra gole di montagne lontane da luoghi abitati ha fatto sì che gradatamente ogni miniera ha costituito un centro a sé, con le sue case operaie, le sue scuole con refezione gratuita, il suo ufficio postelegrafico, il suo ospedale, la sua cantina cooperativa, insomma con una vita personale creata ad esclusivo profitto della popolazione operaia». 
Massone, come il suo omonimo zio, fu membro della loggia Sigismondo Arquer di Cagliari, fondata nel 1890 e appartenente al Grande Oriente d'Italia.
Asproni muore a 95 anni, il 6 marzo 1936.

## Dediche
A lui sono stati dedicati:
- Via Giorgio Asproni, Sassari.
- Viale Asproni, Iglesias.
- Via Giorgio Asproni, Carbonia.
- Istituto d'Istruzione Superiore - Liceo Scientifico, Artistico e Scientifico Sportivo "Giorgio Asproni", Iglesias.[6]
- Istituto Tecnico Industriale Minerario, Iglesias. Giorgio Asproni assunse l'onere economico, oltre che il finanziamento parziale, della costruzione dell'Istituto Tecnico Minerario di Iglesias, a lui intitolato.[7]
- Centro di Formazione IRC "Giorgio Asproni", Domusnovas
- L'ex villaggio operaio della miniera di Seddas Moddizzis è chiamato informalmente "Villaggio Asproni". Versa in stato di manutenzione e ristrutturazione dal 27 settembre 2021.[8]

## Archivio
La documentazione prodotta da Giorgio Asproni in qualità di direttore della miniera di Montevecchio (1866-1876) e di fondatore e presidente dell'Associazione mineraria sarda (dal 1896) è conservata rispettivamente nel fondo Società Monteponi/Montevecchio conservata presso il Comune di Iglesias, e nel fondo Associazione mineraria sarda conservato presso l'Associazione mineraria sarda.